# Булук (административно-территориальная единица)
Булук (бур. Булэг — группа) — устаревшая административно-территориальная единица в Бурятии (до революции 1917 года, после волостной реформы 1901-04 годов также назывались родовые управы). Включал булук десятки, иногда сотни юрт, угодья (для сенокоса, пастбища и т. д.).
Управление осуществлялось так называемым булучным сходом — собраниями жителей.
От термина монгольского происхождения образованы топонимы: Бей-Булук — деревня в Хакасии, Хар-Булук — село в Калмыкии.